# Bill Roberts (regissör)
William O. (Bill) Roberts, född 14 augusti 1899, död 18 mars 1974, var en amerikansk animationsregissör och animatör, som arbetade hos Walt Disney.

## Biografi
Roberts började sin karriär på Walt Disney Animation Studios 1932 som animatör av kortfilmen Vägen till ena nyckelpigo som kom ut samma år, och kom efter detta att utvecklas till att bli en av Disneys främsta animatörer.
Med tiden blev han även animationsregissör och kom att regissera filmer. Han regisserade bland annat delar av långfilmer som Snövit och de sju dvärgarna och Pinocchio, samt hela avsnittet Våroffer i Fantasia.

## Filmografi (i urval)
Källa: 

### som animatör
- 1934 – Musse Pigg hos lilleputtarna
- 1934 – Musse Piggs ångvält
- 1934 – Musse Pigg som ungkarlspappa
- 1934 – I rövarhänder
- 1935 – Vem sköt Cock Robin?
- 1936 – Polomatchen
- 1936 – Tre små vargar
- 1936 – Kalle Anka och Pluto
- 1936 – Musse Pigg på bergsbestigning
- 1937 – Magiska Musse
- 1937 – Klockan klickar
- 1937 – Plutos femlingar

### som regissör
- 1938 – Musse Piggs papegoja
- 1938 – Jättens överman
- 1939 – Pluto i eld och lågor[7]
- 1941 – Dumbo[9]
- 1942 – Bambi[9]
- 1955 – Kalle Anka som turist